# Вашингтон Луїс
Вашингтон Луїс Перейра ді Суса (порт. Washington Luís Pereira de Sousa; 26 жовтня 1869, Макае — 9 серпня 1957, Сан-Паулу) — бразильський адвокат і політик. Він займав посаду президента штату Сан-Паулу (1920—1924) та президента Бразилії (1926—1930).
Був останнім президентом, що правив за часів Старої республіки. Під час кризи 1929 року він значною мірою втратив підтримку еліти.
У 1930 він, в порушення домовленостей політики політики кави з молоком, допоміг обратися Жуліу Престісу, також вихідцю з Сан-Паулу. Через незадоволення опозиції цим кроком президент втратив владу незадовго до закінчення повноважень в результаті революції 1930 року, що привела до влади тимчасову хунту.